# Beverley Bland
Beverley Bland, coniugata Preston (Vancouver, 23 novembre 1953), è un'ex cestista canadese.

## Carriera
Con il Canada ha disputato i Campionati mondiali del 1975 e i Giochi olimpici di Montréal 1976.